# Musical Justice
Musical Justice es un corto musical estadounidense de 1931. En él aparecen Mae Questel, interpretando a Betty Boop, y el cantante Rudy Vallee junto con su orquesta. Fue estrenado el 26 de diciembre de 1931.

## Argumento
En este corto musical, Rudy Vallee actúa de juez en la Corte de Justicia Musical y su orquesta, Connecticut Yankees, de jurado.
Ante esta corte se presentan tres diferentes casos, uno sobre un reverendo de una iglesia y su director de coro y otro sobre un caso de divorcio, que se solucionará con el juez cantando "A Little Kiss Each Morning (A Little Kiss Each Night)".
El tercer caso y el más relevante en la película es el presentado como el Estado contra Betty Boop (Mae Questel), quien comparece acusada de ir contra ciertas leyes musicales con su manera de cantar. Ella se defiende interpretando "Don't Take My Boop-Boop-a-Doop Away" a dúo con el juez. El jurado la declarará inocente.
Al final, aparece una animación de la Dama de la Justicia bailando, a quien se le cae la vestimenta y la venda, descubriendo el rostro de Betty Boop.

## Producción
La canción "Don't Take My Boop-Boop-a-Doop Away", con música de Sammy Timberg y letra de Samuel Lerner, aparecerá en un corto de animación de la serie Talkartoons titulado Boop-Oop-A-Doop estrenado el mes siguiente, aunque la voz no será la de Mae Questel.